# Maria Sakkari
Maria Sakkari (n. 25 iulie 1995, Atena, Grecia) este o jucătoare profesionistă de tenis din Grecia. Cea mai bună clasare a sa la simplu este locul 3 mondial, la 21 martie 2022, devenind cea mai bună jucătoare grecească din era Open. La dublu, cea mai bună clasare este locul 169, atins la 9 septembrie 2019.
Sakkari a câștigat două titluri de simplu pe Circuitul WTA, dintre care unul la un turneu de nivel WTA 1000, la Guadalajara Open 2023, unde a învins-o în finală pe Caroline Dolehide. De asemenea, a fost semifinalistă la Wuhan Open 2017, unde a învins-o pe Caroline Wozniacki, prima ei victorie împotriva unei jucătoare din top-10. În 2019, ea a ajuns la o altă semifinală Premier 5 la Italian Open, unde a învins-o, printre alte jucătoare, pe Petra Kvitová. În 2020, Sakkari a ajuns în runda a patra atât la Australian Open, cât și la US Open. În 2021, a ajuns în semifinale la French Open și la US Open 2021, devenind prima jucătoare din Grecia care a ajuns într-o semifinală de Grand Slam.
Sakkari este cunoscută pentru stilul ei de joc agresiv, pe toate terenurile, centrat pe serviciul ei puternic și loviturile de teren puternice. Sakkari a servit 144 de ași în 31 de meciuri din 2020, situându-se pe locul șase pe lista jucătoarelor WTA cu cei mai mulți ași în 2020.

## Viața personală
Mama ei, Angelikí Kanellopoúlou, este o fostă jucătoare de tenis din top 50. Are doi frați: Yannis și Amanda. Părinții au trimis-o la tenis la vârsta de 6 ani și la 18 ani s-a mutat la Barcelona pentru a se antrena. Ea a declarat că suprafețele ei preferate sunt zgura și suprafața dură și că lovitura ei preferată este serviciul. Jucătorii ei preferati au fost Serena Williams, Roger Federer și Rafael Nadal. Sakkari locuiește în prezent la Monte Carlo.

## Cariera profesională

### 2015–16: debut în WTA, debut în Grand Slam, top 100

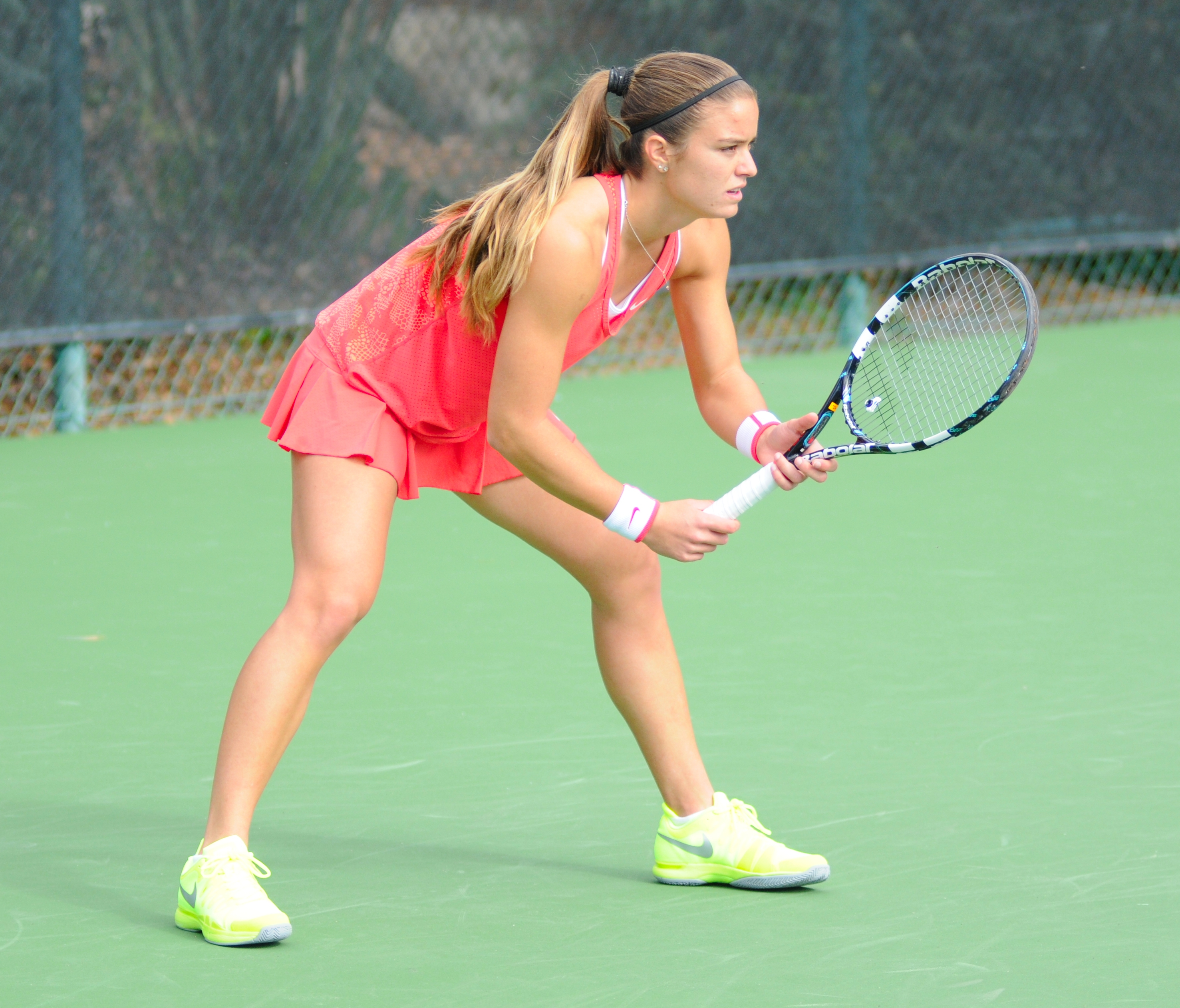
Maria Sakkari în 2015

Primele ei două încercări de a debuta în Turul WTA au fost fără succes. La Rio Open, ea a pierdut în primul tur al calificărilor cu María Irigoyen, iar ulterior a pierdut în etapa finală a calificărilor la Bucharest Open în fața ruspaocei Daria Kasatkina. Cu toate acestea, la a treia încercare, nu numai că și-a făcut debutul în turneul WTA, dar a fost la un major, deoarece s-a calificat la US Open.  În calificări, ea le-a învins pe Anastasija Sevastova, An-Sophie Mestach și Petra Martić, dar apoi a pierdut în prima rundă de pe tabloul principal în fața lui Wang Qiang. După US Open, Sakkari a intrat pentru prima dată în top 200, ajungând pe locul 185 mondial. Până la sfârșitul anului, a jucat doar pe Circuitul ITF și pe WTA Challenger Tour, unde a ajuns în semifinale la Carlsbad Classic. Sakkari a încheiat anul pe locul 188.

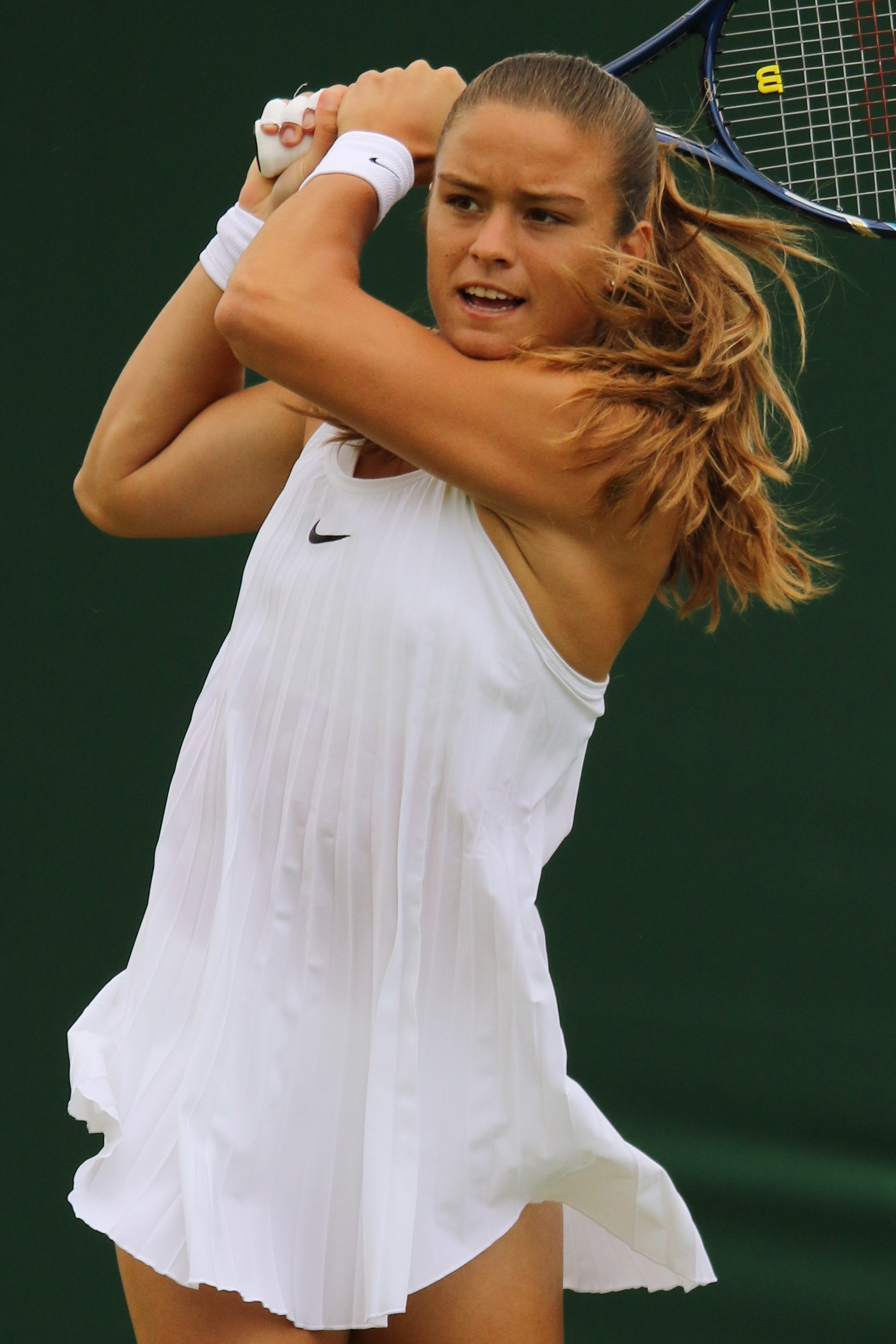
Sakkari la Wimbledon 2016

Sakkari a început sezonul 2016 fără să treacă de calificări la Brisbane International și Hobart International. La Australian Open, ea s-a calificat, iar apoi în prima rundă de pe tabloul principal a câștigat împotriva lui Wang Yafan. A fost prima ei victorie din WTA Tour, precum și prima ei victorie într-un meciul de Grand Slam. În runda a doua a pierdut în fața Carlei Suárez Navarro. La Mexican Open, la Acapulco, ea a fost eliminată în prima rundă de Johanna Larsson.
La Indian Wells Open, a încercat să se califice pentru primul turneu Premier 5 pe tabloul principal, dar a eșuat în primul tur de calificare. La Miami Open, ea a reușit să se califice, dar a pierdut în prima rundă a tabloului principal în fața Irinei-Camelia Begu.
A doua victorie a ei în Turul WTA a fost la Cupa de la Istanbul, unde a învins-o pe favorita de serie Anna Karolína Schmiedlová. După ce a învins-o pe Hsieh Su-wei în runda doi, ea a ajuns în primul ei sfert de finală WTA Tour, unde a pierdut în fața jucătoarei din Muntenegru Danka Kovinić. La Madrid Open, nu a reușit să ajungă pe tabloul principal, pierzând în faza finală a calificărilor în fața Patriciei Maria Țig. Concurând în calificarea la French Open 2016, ea a ratat șansa de a juca pe tabloul principal, pierzând primul ei meci în fața lui Grace Min.
Sakkari a trecut de calificarea la Wimbledon și a câștigat primul ei meci la acel turneu, învingând-o pe Zheng Saisai, dar apoi a pierdut în runda a doua în fața campioanei de cinci ori la Wimbledon, Venus Williams. După acest rezultat, la 11 iulie 2016, a ajuns pe locul 97 în clasament.
La Cincinnati Open, ea a pierdut în calificare în fața lui Zheng. La US Open, ea a jucat doar runda de deschidere, unde Duan Yingying a învins-o, dar a fost prima ei apariție de Grand Slam pe tabloul principal fără a fi nevoie să joace în calificări. La China Open, ea a pierdut în etapa finală a calificărilor în fața lui Wang Yafan.

### 2017: Prima semifinală Premier 5 și victorie în top-10, debut în top 50
În 2017, ea a ajuns în runda a treia a unui turneu de Grand Slam pentru prima dată la Australian Open, unde a pierdut în runda a treia în fața Mirjanei Lučić-Baroni. Atât la Indian Wells, cât și la Miami, ea a eșuat în calificări. A început sezonul pe zgură la Charleston Open, unde a ajuns în runda a doua pierzând în fața Jeļena Ostapenko.
La Madrid Open și Roma Open, Sakkari a pierdut în calificări. La French Open, ea a debutat pe tabloul principal, unde a pierdut în prima rundă în fața Carlei Suárez Navarro.
Sezonul pe iarbă a mers mai bine pentru Sakkari, ajungând în sferturile de finală la Nottingham Open și în runda a treia la Wimbledon, unde Johanna Konta a împiedicat-o să intre în optimile de finală.
La US Open, ea a ajuns în aceeași etapă ca și la Australian Open și la Wimbledon. În primele două runde, ea le-a învins pe Kiki Bertens și Arina Rodionova, dar a fost eliminată de Venus Williams în runda a treia. Ea a ajuns la prima ei semifinală WTA Tour la Wuhan Open învingându-le pe Caroline Wozniacki, Elena Vesnina și Alizé Cornet, dar apoi a ratat șansa de a ajunge la prima ei finală WTA, pierzând în fața Carolinei Garcia. Acest succes a propulsat-o în top 50 al clasamentului WTA, ajungând pe locul 50, la 2 octombrie 2017. Ultimul ei turneu al sezonului a fost Tianjin Open, unde Christina McHale a eliminat-o în runda a doua.

### 2018: Prima finală WTA și debut în top 30

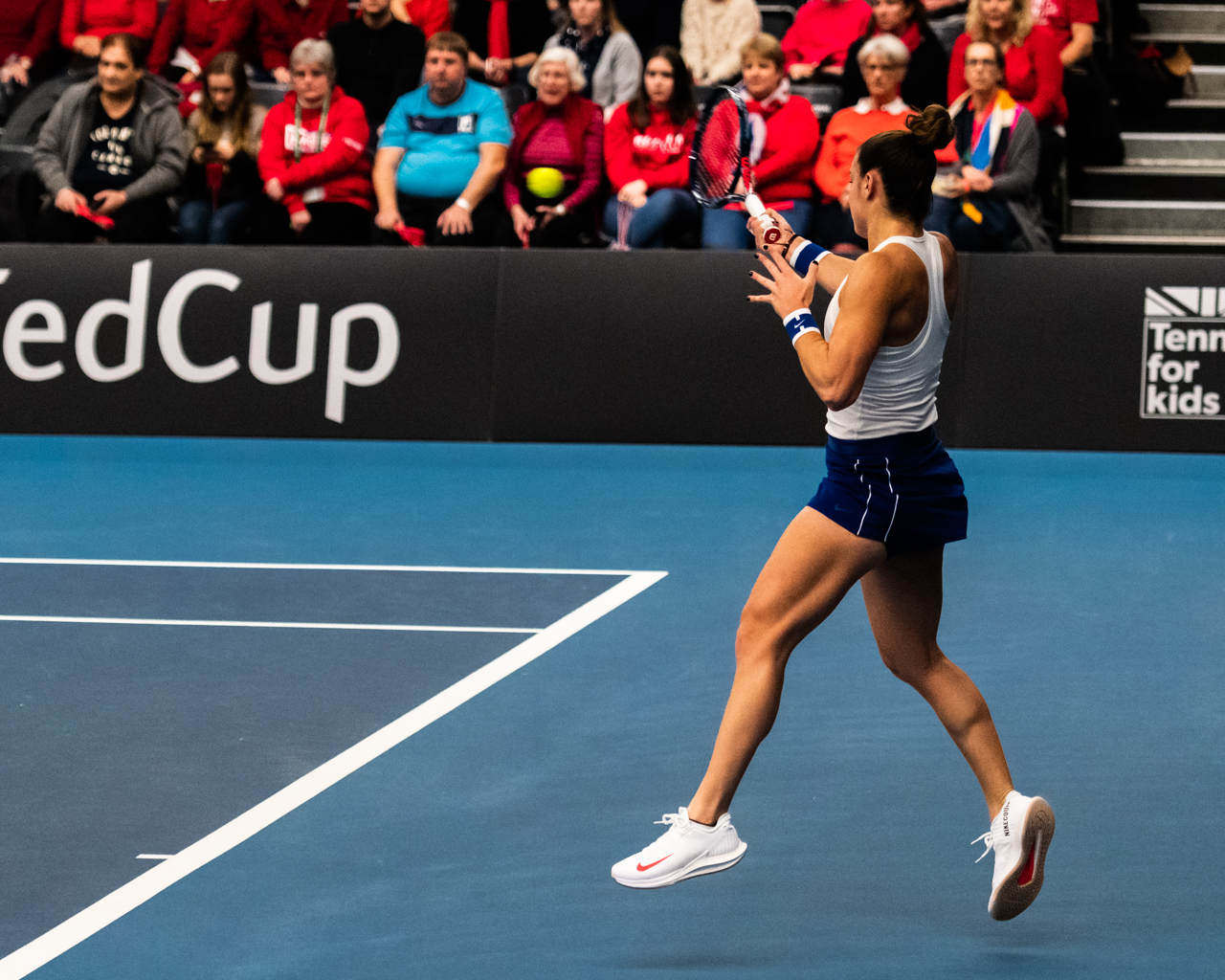
Maria Sakkari la Fed Cup

Sakkari a început sezonul 2018 cu patru înfrângeri în prima rundă, împotriva lui Danka Kovinić la Shenzhen, Kateřina Siniaková la Australian Open, Julia Görges la St. Petersburg Ladies' Trophy și Sorana Cîrstea la Qatar Open. În Dubai, ea a ajuns în etapa finală de calificare, dar nu a ajuns pe tabloul principal, pierzând în fața australiencei Samantha Stosur. La Acapulco, ea a înregistrat prima victorie din sezonul 2018, învingând-o pe Lara Arruabarrena în prima rundă, dar a pierdut împotriva lui Stefanie Vögele în a doua rundă.
La Indian Wells, Sakkari a reușit să o învingă pe Donna Vekić, Ashleigh Barty și CoCo Vandeweghe. A pierdut în runda a patra în fața japonezei Naomi Osaka. La Miami Open, ea a învins-o pe Aleksandra Krunić și pe Anett Kontaveit și a ajuns în runda a treia, unde a pierdut în fața jucătoarei Monica Puig.
Sakkari și-a început sezonul pe zgură ajungând în prima semifinală în 2018 la Istanbul Open, unde a învins-o pe Çağla Büyükakçay, Aleksandra Krunić și Arantxa Rus, înainte de a pierde în fața Polonei Hercog. Apoi a pierdut în prima rundă la Madrid Open în fața lui Kiki Bertens. Următorul ei turneu a fost Italian Open, unde și-a răzbunat ieșirea de la Madrid învingându-o pe Bertens în prima rundă, iar apoi a câștigat a doua ei victorie împotriva unei jucătoare din top-10, învingând-o pe Karolína Plíšková. A pierdut în runda a treia în fața lui Angelique Kerber. La  French Open, a ajuns în runda a treia, după ce le-a învins pe Mandy Minella și Carla Suárez Navarro și apoi a pierdut în fața capului de serie nr. 14 Daria Kasatkina.
Sakkari a pierdut toate meciurile în sezonul pe iarbă. A fost învinsă de Julia Görges la Birmingham Classic, Svetlana Kuznetsova la Eastbourne International și de Sofia Kenin la  Wimbledon.
Seria de turnee pe teren dur din SUA a început bine pentru Sakkari, ajungând în prima ei finală WTA la San Jose Classic, unde le-a învins pe Christina McHale, Tímea Babos, Venus Williams și Danielle Collins înainte de a pierde în finală cu Mihaela Buzărnescu. La 6 august, ea a atins o nouă poziție în clasament, locul 31. După acest rezultat, nu a avut succes în restul seriei din SUA, ajungând doar în primele runde la Rogers Cup și la Connecticut Open, unde a pierdut în fața Dariei Kasatkina și, respectiv, Zarina Diyas, precum și doar în rundele secunde la Cincinnati Open și  US Open. La Cincinnati, ea a învins-o pe Naomi Osaka în prima rundă și și-a răzbunat pierderea de la Indian Wells la începutul acelui an. Cu toate acestea, în runda a doua, Anett Kontaveit a eliminat-o din turneu. Când a început US Open, ea a debutat în top 30. La US Open, a fost cap de serie pentru prima dată la orice turneu de Grand Slam (nr. 32), și a trebuit să joace împotriva a două americance în primele două runde, a câștigat împotriva Asiei Muhammad, dar apoi a pierdut în fața Sofiei Kenin.
La Korea Open, Sakkari a mai făcut o semifinală WTA, învingându-le pe Anna Karolína Schmiedlová, Margarita Gasparyan și Irina-Camelia Begu, în primele trei runde, înainte de a fi învinsă de Kiki Bertens în semifinală. Atât la Wuhan Open, cât și la China Open, Sakkari a eșuat în primele runde, pierzând în fața lui Wang Qiang și, respectiv, Donna Vekić. La ultimele sale două turnee din 2018, Tianjin Open și Luxembourg Open, Sakkari a eșuat în prima rundă. Ea a încheiat anul în top 50, ajungând pe locul 41.

### 2019: Primul titlu WTA, semifinalistă la Roma, cinci victorii în top 10

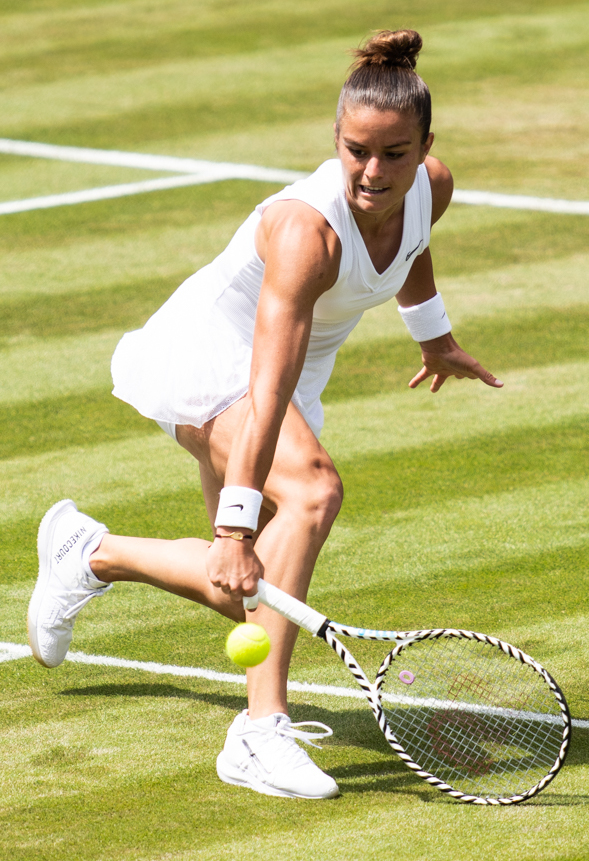
Sakkari la Wimbledon 2019

Sakkari a început anul cu o înfrângere în prima rundă la Hobart, unde a fost învinsă de Magda Linette. Sakkari a ajuns în runda a treia la  Australian Open, învingându-le pe Jeļena Ostapenko și Astra Sharma, înainte de a fi eliminată de Ashleigh Barty. La următoarele trei turnee, Sakkari a fost eliminată în prima rundă: la Sankt Petersburg de Julia Görges, la Mexican Open de Monica Puig și la Indian Wells Masters de Christina McHale. La Miami Open, ea a învins-o pe Olga Danilović în prima rundă, dar a pierdut în fața nr. 3, Petra Kvitová, în a doua rundă.
În ceea ce privește sezonul pe zgură, ea a început să joace la Charleston Open, unde le-a învins pe Conny Perrin, Andrea Petkovic și Kiki Bertens. Apoi a ajuns în sferturi de finală, unde a fost învinsă de favorita 5 Caroline Wozniacki. La İstanbul Cup, ea a eșuat în prima rundă în fața rusoaiei Veronika Kudermetova. Maroc Open a fost special pentru Sakkari, pentru că până acum a fost singurul ei turneu în care a reușit să câștige titlul. Pe drumul către finală, ea le-a învins pe Olga Danilović, Isabella Shinikova, Elise Mertens, Alison Van Uytvanck, iar apoi, în finală, a învins-o pe Johanna Konta. După ce a câștigat titlul, ea a urcat de pe locul 51 pe locul 39 în clasamentul WTA. În timp ce la Madrid nu a avut prea mult succes, ajungând doar în prima rundă, la Roma a trecut mai întâi de calificare și apoi a ajuns la a doua semifinală din carieră de nivel Premier-5, dar acolo a pierdut în fața Karolínei Plíšková. La French Open, a fost cap de serie pentru prima dată acolo, pe locul 29, și a ajuns în runda a doua, câștigând împotriva Anna Tatishvili dar pierzând în fața Kateřina Siniaková.
Pe iarbă, mai întâi a ajuns în sferturile de finală de la Nottingham Open, unde a pierdut în fața lui Jennifer Brady. Apoi, la Birmingham Classic, a fost eliminată în prima rundă de Naomi Osaka. La Eastbourne, ea a învins-o pe Jessica Pegula, dar Johanna Konta a împiedicat-o să meargă mai departe de prima rundă. La Wimbledon, ea a ajuns în runda a treia, învingându-le pe Bernarda Pera și Marie Bouzková, dar apoi a pierdut în fața Elinei Svitolina.
La San Jose, ea a jucat a doua ei semifinală acolo, câștigând împotriva Elinei Svitolina în sferturile de finală, dar de data aceasta nu a ajuns în finală, pierzând în meciul din semifinală cu Zheng Saisai. La Rogers Cup, a pierdut cu Alison Riske în prima rundă. La Cincinnati, ea a ajuns la un nou sfert de finală Premier-5, înainte de a pierde în trei seturi în fața nr. 1 mondial, Ashleigh Barty. La US Open, a pierdut în runda a treia, din nou în fața lui Barty.
Întoarsă în Europa, ea a jucat doar un singur turneu. A jucat la Cupa Kremlin, unde în prima rundă, Anastasia Pavliucenkova a învins-o în trei seturi. Pentru prima dată în cariera lui Sakkari, ea s-a calificat pentru câteva campionate de sfârșit de an. La WTA Elite Trophy, a pierdut ambele meciuri din grupa ei, în fața Elise Mertens și Arina Sabalenka.

### 2020: debut top 20, victoria asupra Serenei Williams

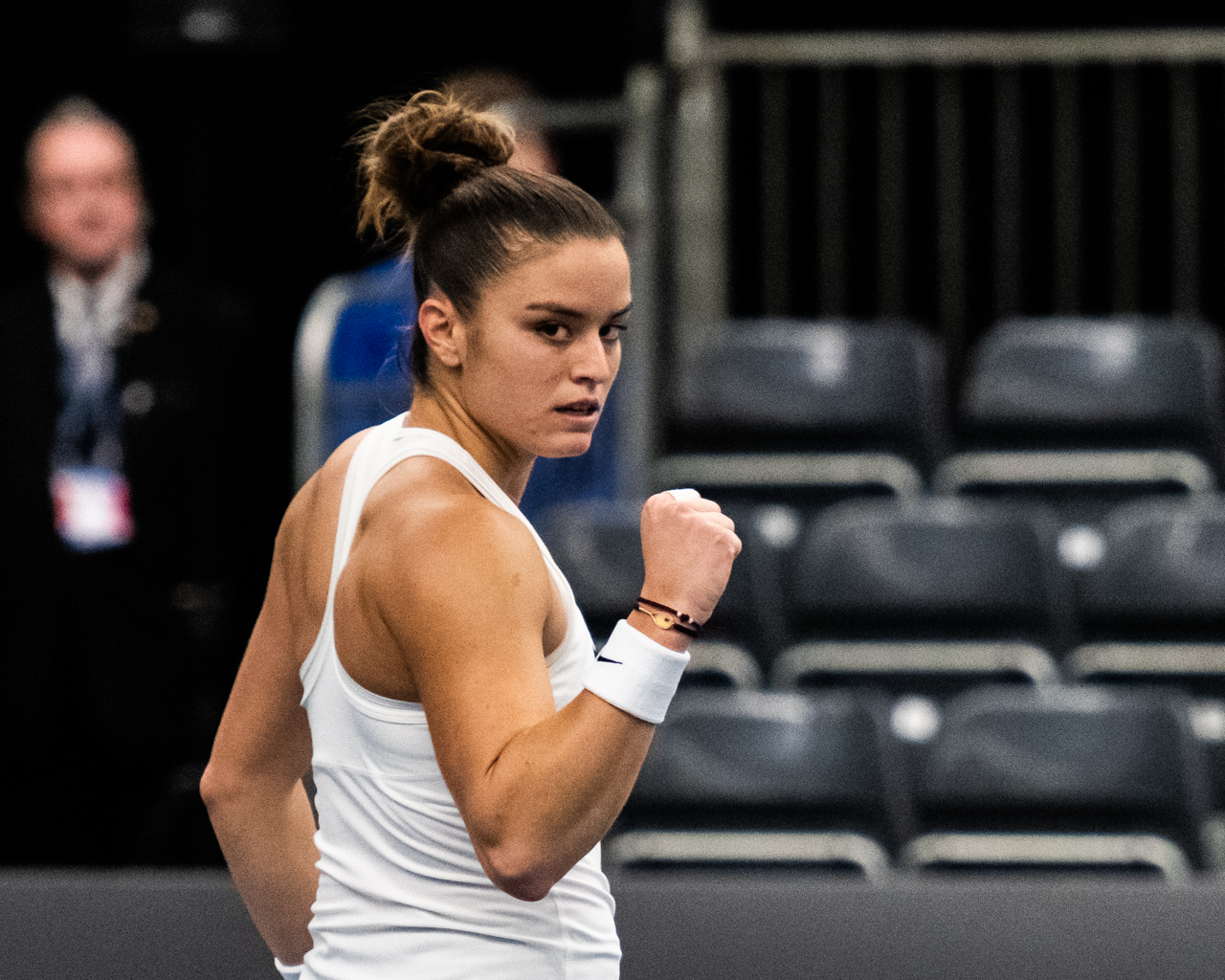
Maria Sakkari

Sakkari a avut succes la primul turneu de Grand Slam al anului,  Australian Open, unde a ajuns în primul ei sfert de finală de Grand Slam. Victoriile asupra Margaritei Gasparyan (prima rundă), Nao Hibino (runda doi) și Madison Keys (runda trei) au propulsat-o în optimile de finală, unde a fost învinsă de Petra Kvitová în trei seturi. La următorul ei turneu, ea a continuat acest succes. A jucat la Trofeul Sankt Petersburg, unde a ajuns în noua ei semifinală Premier. Ea a câștigat împotriva lui Vitalia Diatchenko și Alizé Cornet în primele două runde, iar apoi în sferturi de finală a câștigat o nouă victorie împotriva jucătoarelor din top-10, învingând-o pe numărul 5 Belinda Bencic, înainte ca Elena Rîbakina să o elimine. La Dubai Tennis Championships ea nu s-a descurcat bine, pierzând în prima rundă în fața capului de serie nr.7 Arina Sabalenka.
La Doha, s-a descurcat mult mai bine, câștigând împotriva Julia Görges și Terezei Martincová în primele două runde, dar din nou, Arina Sabalenka a învins-o. După izbucnirea pandemiei de COVID-19, Sakkari a jucat pentru prima dată la Palermo International, unde a fost eliminată în prima rundă de Kristýna Plíšková.
La Cincinnati Open, Sakkari a mai ajuns într-un sfert de finală. În prima rundă, ea a învins-o pe tânăra jucătoare americană Coco Gauff, în runda a doua pe Iulia Putințeva, iar apoi în runda a treia a avut una dintre cele mai mari victorii din carieră, învingând-o pe Serena Williams în trei seturi. Cu toate acestea, în sferturile de finală, ea a pierdut în fața Johannei Konta. La US Open, ea și-a continuat marea performanță, ajungând pentru prima dată acolo în optimile de finală. Le-a învins pe Stefanie Vögele, Bernarda Pera și Amanda Anisimova, înainte ca Serena Williams să o împiedice să ajungă în primul ei sfert de finală de Grand Slam. La French Open, unde a fost cap de serie nr. 20, Sakkari a ajuns în runda a treia; împotriva italiencei Martina Trevisan care venea din calificări, a avut puncte de meci, dar a ratat șansa de a ajunge în optimile de finală.

### 2021: Semifinale de Grand Slam, debut în top 10

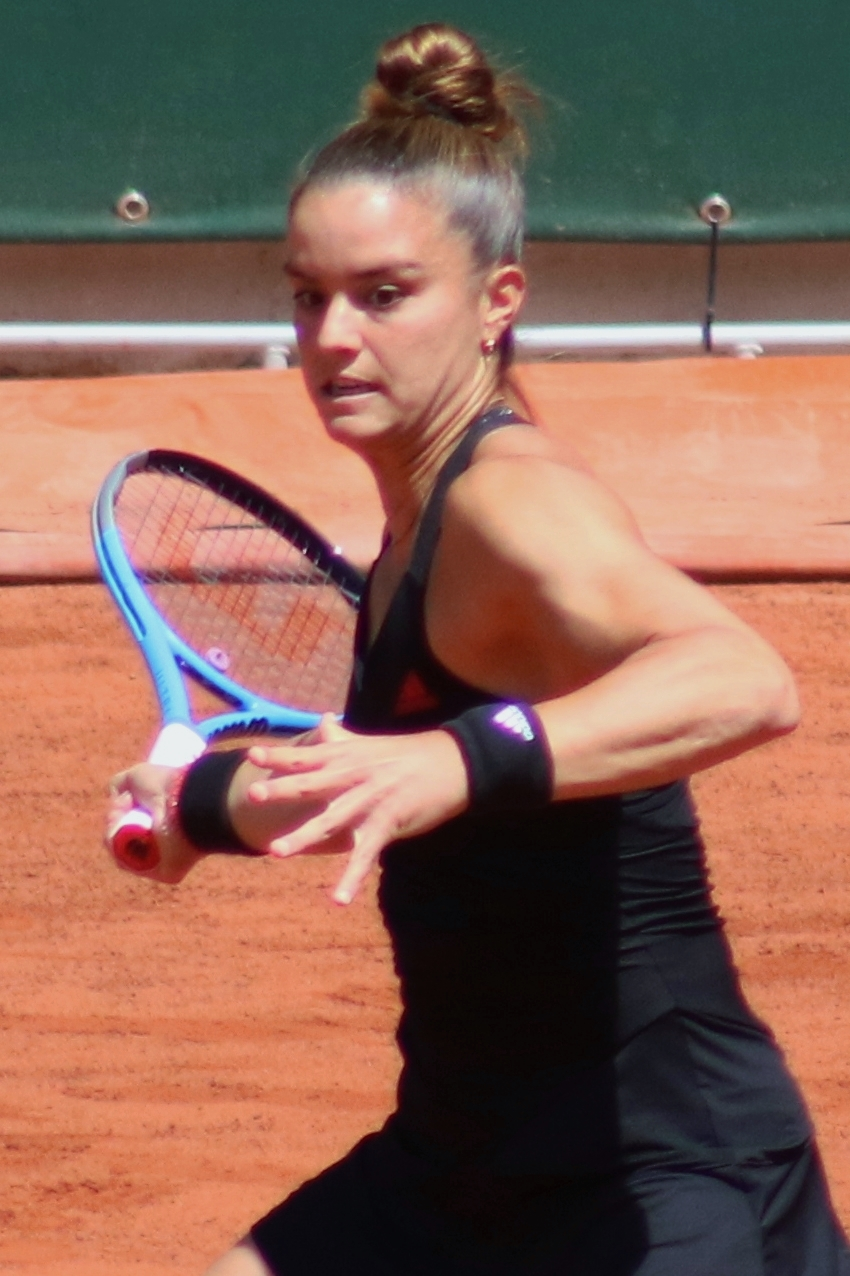
Sakkari la Roland Garros 2021

Sakkari a început sezonul cu putere ajungând în sferturile de finală de la Abu Dhabi fără să piardă un set cu victorii în fața Anastasiei Potapova, Coco Gauff și Garbiñe Muguruza. Apoi a învins-o pe  Sofia Kenin înainte de a pierde în fața Arinei Sabalenka în seturi consecutive. Nu a reușit să-și egaleze succesul anterior la Australian Open, pierzând în trei seturi în fața Kristinei Mladenovic. A revenit cu o apariție în sferturi de finală la Doha, pierzând în fața Muguruzi, în seturi consecutive.
A pierdut la Campionatele din Dubai în fața Barborei Krejčíková în prima rundă. Cu toate acestea, a revenit la Miami. Ea le-a învins pe adversarele ei Arantxa Rus și Liudmila Samsonova în runda a doua și a treia, pierzând doar șase game-uri la un loc. Apoi a salvat șase puncte de meci împotriva americancei Jessica Pegula în trei seturi, pentru a ajunge în sferturi de finală. Acolo s-a confruntat cu Naomi Osaka, care nu a pierdut nici un meci de peste un an și a avut o serie de 23 de victorii consecutive. Sakkari a învins-o în seturi consecutive. Odată cu această victorie, ea a pus capăt șanselor Osakei de a recupera locul 1 mondial și a ajuns în cea mai mare semifinală din cariera ei. Apoi s-a confruntat cu Bianca Andreescu pentru un loc în finală, dar Sakkari a fost învinsă în trei seturi.
Sakkari a jucat prima ei semifinală de Grand Slam la French Open după ce le-a învins-o pe Katarina Zavatska, Jasmine Paolini, Elise Mertens, Sofia Kenin și campioana en-titre Iga Świątek, punând capăt seriei de victorii de la Roland Garros de 11 meciuri și 22 de seturi a campioanei din 2020. Ea a devenit prima jucătoare din Grecia care a ajuns în sferturi de finală de Grand Slam la simplu  și mai târziu în semifinală. De asemenea, a fost pentru prima dată în istoria turneelor de Grand Slam când doi jucători greci (Sakkari și Tsitsipas) se aflau în semifinalele unui turneu de Grand Slam. Sakkari a pierdut apoi cu Barbora Krejčíková în semifinale, în ciuda faptului că a avut un punct de meci.
În septembrie 2021, Sakkari a învins-o pe Karolína Plíšková, cap de serie nr. 4, pentru a câștiga un loc în a doua semifinală de Grand Slam din cariera ei, la US Open. A fost învinsă de Emma Răducanu, care venea din calificări, în seturi consecutive. După turneu a intrat în top 15, pe locul 13 mondial, la 13 septembrie 2021.
La Ostrava Open, ea a ajuns în finală învingând-o pe Iga Świątek. Aceasta a fost a șaptea ei victorie împotriva unei jucătoare din top-10 și a unsprezecea împotriva unei jucătoare din top-20 în acest sezon. Sakkari a avansat în prima ei finală din 2019 după ce a pierdut nouă semifinale consecutive WTA. În finală, a fost învinsă de Anett Kontaveit în seturi consecutive. Ca urmare a ajungerii în finală, ea a intrat în top 10 în clasamentul WTA pentru prima dată în carieră, la 27 septembrie 2021.
Ea s-a calificat pentru WTA Finals 2021, devenind prima jucătoare greacă care a participat la turneul campioanelor. A ajuns în semifinale învingând-o pe Arina Sabalenka în trei seturi.

### 2022: Finala Indian Wells, Nr.3 mondial
Sakkari a ajuns în runda a patra la Australian Open, unde a pierdut în fața americancei Jessica Pegula.

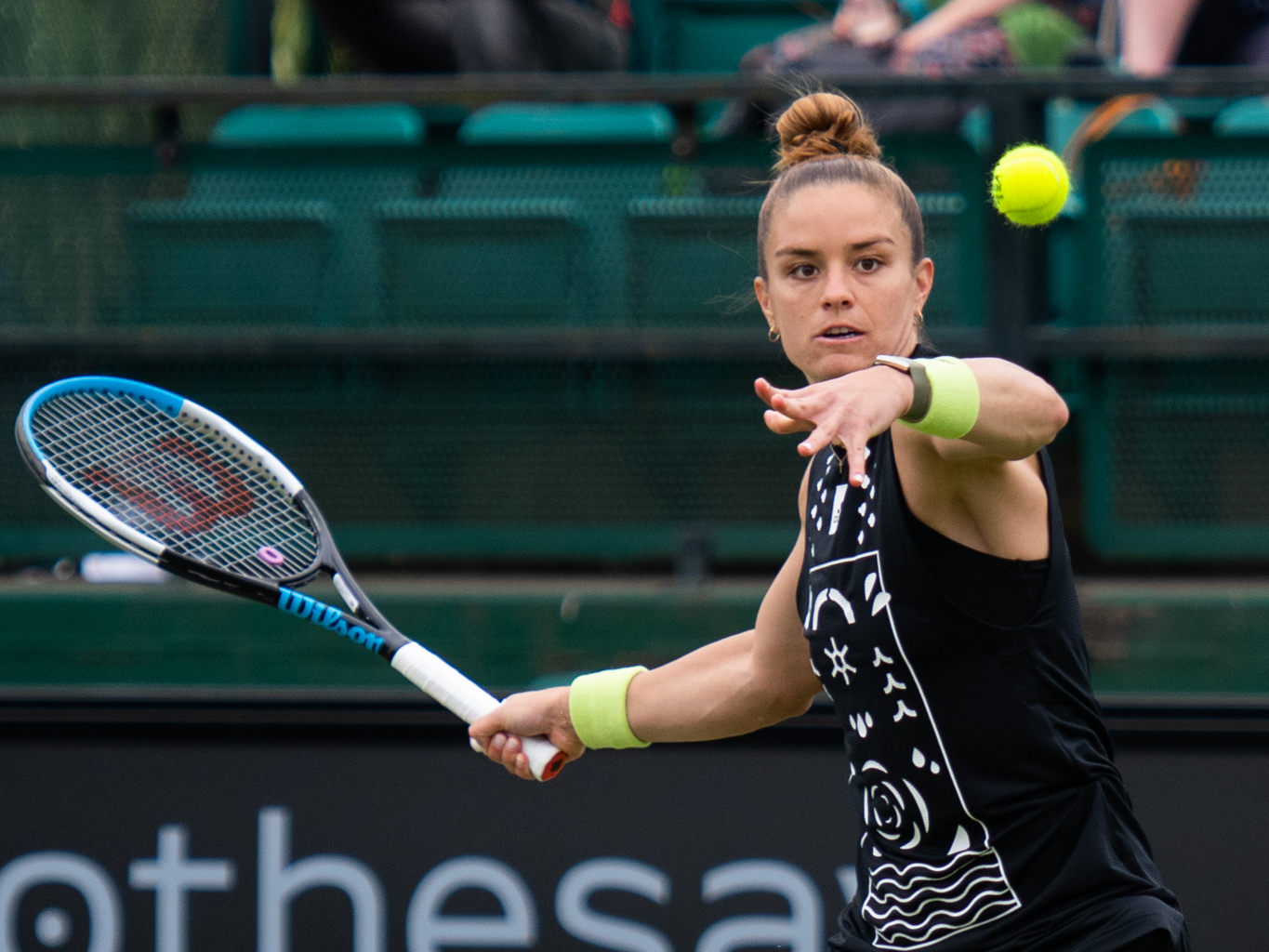
Maria Sakkari la Nottingham Open 2022

Sakkari a intrat la St. Petersburg Ladies' Trophy ca favorita nr.1. Ea le-a învins pe Anastasia Potapova, Ekaterina Alexandrova și Elise Mertens pentru a ajunge în semifinale. Apoi a învins-o pe Irina-Camelia Begu pentru a ajunge la a patra finală din carieră, unde a pierdut în trei seturi în fața estoniencei Anett Kontaveit.
La Doha Open, ea le-a învins pe Ann Li, Jessica Pegula și Cori Gauff, toate în seturi consecutive. În semifinale, Sakkari a pierdut în fața polonezei Iga Świątek. Sakkari a intrat la Indian Wells Open cap de serie nr.6. Le-a învins pe Kateřina Siniaková, Petra Kvitová, Daria Saville și Elena Rîbakina pentru a ajunge în prima ei semifinală la Indian Wells. Apoi a învins-o pe campioana en-titre Paula Badosa pentru a ajunge la prima ei finală WTA 1000 din carieră. A pierdut însă în polonezei Iga Świątek în seturi consecutive. Cu acest rezultat, ea a ajuns pe locul 3 mondial.
La Miami, Sakkari a pierdut în runda a doua împotriva braziliencei Beatriz Haddad Maia în trei seturi. La French Open, Sakkari a pierdut în runda a doua cu Karolína Muchová în seturi consecutive. La Wimbledon, Sakkari a pierdut în runda a treia în fața Tatjanei Maria în seturi consecutive. La Cincinnati Masters, Sakkari a pierdut în runda a doua în fața Carolinei Garcia într-un meci dur de trei seturi care a durat mai mult de 2 ore.
A ajuns în a șasea finală WTA a carierei la Emilia-Romagna Open 2022, unde a fost învinsă de Mayar Sherif, în seturi consecutive. Acest rezultat a fost urmat de pierderile în runda de deschidere la Ostrava și San Diego în fața Alycia Parks și, respectiv, Donna Vekic.
Sakkari a ajuns în finala Guadalajara Open Akron, învingându-le în drum pe Marta Kostiuk, Danielle Collins, Veronika Kudermetova și Marie Bouzková. Victoria împotriva lui Kudermetova a calificat-o pentru finala WTA pentru al doilea an consecutiv. În finală, a fost învinsă de Jessica Pegula în seturi consecutive.
Maria și-a luat revanșa rapid pentru pierderea din finala Guadalajara, învingând-o în seturi consecutive pe Pegula în meciul de deschidere al finalei WTA. Ea a trecut cu viteză de Arina Sabalenka și Ons Jabeur în seturi consecutive pentru a termina cu 3-0 în faza grupelor, ajungând în semifinalele finalei WTA pentru al doilea an consecutiv. Sakkari a pierdut în seturi consecutive în fața Carolinei Garcia în semifinale.

### 2023: Trei înfrângeri consecutive în prima rundă la Majore, campioană la Guadalajara, a treia oară în finala WTA

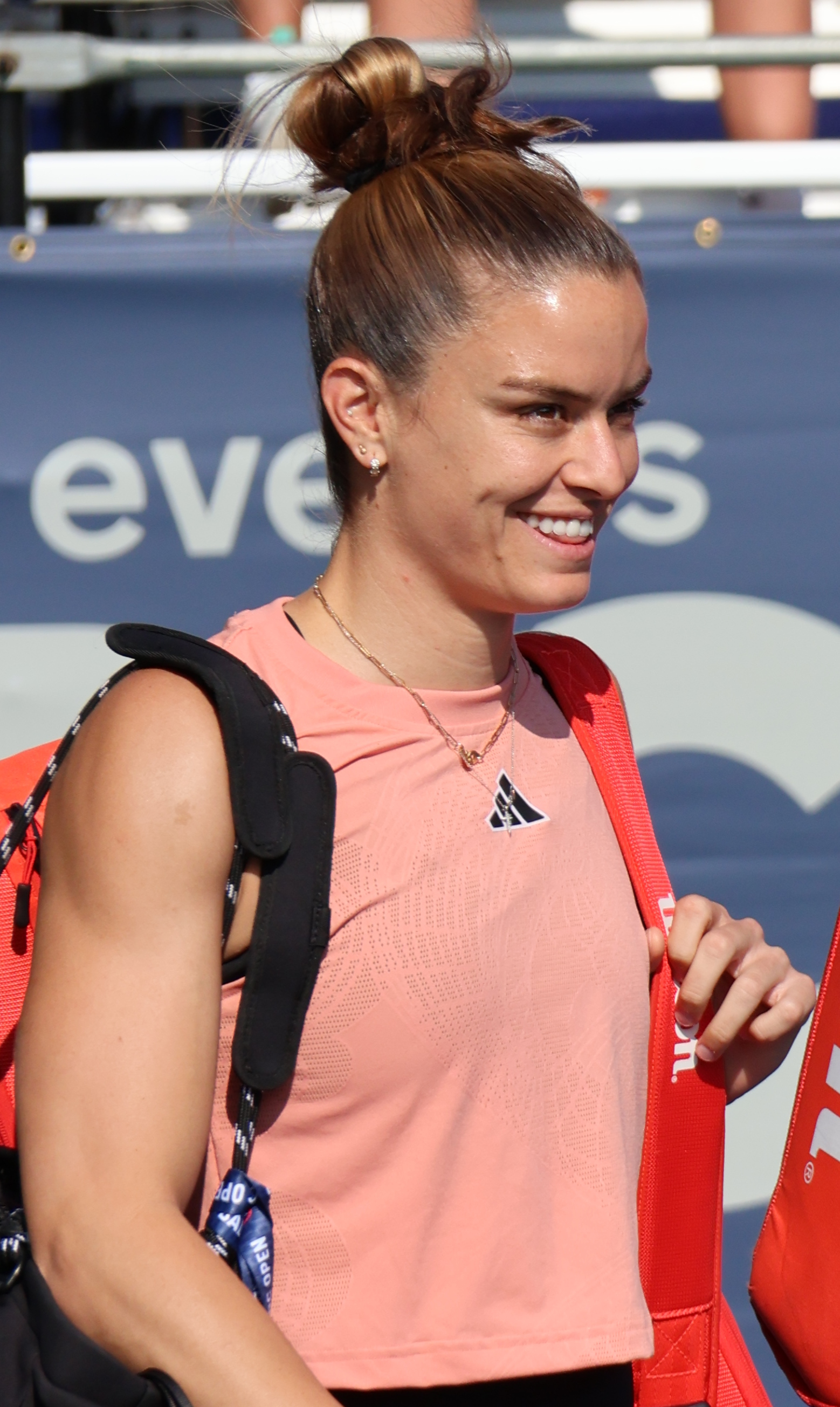
Maria Sakkari la Washington Open 2023

Sakkari a început anul cu meciuri la United Cup 2023 unde ea și echipa Greciei au ajuns în semifinală, unde au fost eliminați de echipa Italiei. Sakkari a ajuns în runda a treia la Australian Open 2023 și a fost eliminată de numărul 87 mondial, Lin Zhu.
La Linz, Sakkari a ajuns în semifinale ca favorită nr. 1, învingându-le pe Nuria Párrizas Díaz, Varvara Gracheva și Donna Vekić. Ea a pierdut cu Petra Martić în semifinale.
Maria Sakkari și-a continuat sezonul 2023 la Doha, Qatar, la WTA Qatar Open, unde a fost favorită nr. 5. Ea a învins-o pe tânăra jucătoare chineză promițătoare Zheng Qinwen în prima rundă și pe Ekaterina Alexandrova în runda a doua pentru a ajunge în sferturile de finală. Apoi, a învins-o pe nr. 5 mondial Caroline Garcia, în sferturile de finală, într-o luptă istovitoare. În semifinale a fost învinsă de favorita nr. 2 Jessica Pegula, în trei seturi.
La Wimbledon 2023, Sakkari a fost eliminată de Kostiuk în prima rundă.
În august, Sakkari a ajuns în finala de la Washington Open după ce a învins-o în semifinale pe Jessica Pegula, principala favorită. În finală, a pierdut în fața lui Coco Gauff în două seturi. La US Open, ea a fost învinsă de Rebeka Masarova, nr. 71, în prima rundă. După această înfrângere neașteptată și grea, Sakkari a declarat că "ar putea lua o pauză de la tenis".
Cap de serie numărul doi la Guadalajara Open Akron 2023, ea a ajuns în al treilea sfert de finală WTA 1000 al sezonului, învingând-o pe Camila Giorgi. În continuare, ea a învins-o pe debutanta WTA 1000 Emiliana Arango pentru a ajunge în semifinale și din nou pe Caroline Garcia, a treia favorită, pentru a ajunge la o finală consecutivă la acest turneu. Sakkari a învins-o pe Caroline Dolehide în finală pentru a câștiga al doilea titlu din carieră, la patru ani și jumătate de la primul, și a întrerupt o serie de șase meciuri pierdute în finale la nivel de turneu. Acesta a marcat primul ei titlu WTA 1000, primul pentru o jucătoare de tenis din Grecia.

### 2024
La începutul anului, Sakkari a participat cu echipa Greciei la United Cup. Acolo, în meciurile de simplu, ea a câștigat cele trei meciuri pe care le-a disputat: împotriva lui Angelique Kerber din echipa Germaniei, Leylah Fernandez din echipa Canadei și Daniela Seguel din echipa Chile. Sakkari a intrat apoi direct în turneul Australian Open. A trecut cu bine de Nao Hibino în prima rundă, în două seturi. În runda a doua, favorita nr. 8 a fost învinsă de Elina Avanesyan, pierzând meciul în două seturi..
Continuându-și campania pe hard, acum în Orientul Mijlociu, Sakkari a participat la Abu Dhabi Open, unde, ca favorită nr. 3 a pierdut în prima rundă în fața Soranei Cîrstea în două seturi. Ea a ajuns în a doua sa finală la turneul WTA 1000 Indian Wells Masters 2024 și a patra în carieră la acest nivel, sub îndrumarea noului său antrenor David Witt.

## Statistici carieră

### Participare la turnee de Grand Slam
| C | F | SF | QF | #R | RR | Q# | P# | DNQ | A | Z# | PO | Au | Ag | Br | NMS | P | NH |

#### Simplu
| Turneu                    | 2015 | 2016 | 2017 | 2018 | 2019 | 2020 | 2021 | 2022 | 2023 | 2024 | SR                   | W–L                  | Victorii %           |
| ------------------------- | ---- | ---- | ---- | ---- | ---- | ---- | ---- | ---- | ---- | ---- | -------------------- | -------------------- | -------------------- |
| Australian Open           | A    | 2R   | 3R   | 1R   | 3R   | 4R   | 1R   | 4R   | 3R   | 2R   | 0 / 9                | 14–9                 | 61%                  |
| French Open               | A    | Q1   | 1R   | 3R   | 2R   | 3R   | SF   | 2R   | 1R   |      | 0 / 7                | 11–7                 | 61%                  |
| Wimbledon                 | A    | 2R   | 3R   | 1R   | 3R   | NH   | 2R   | 3R   | 1R   |      | 0 / 7                | 8–7                  | 53%                  |
| US Open                   | 1R   | 1R   | 3R   | 2R   | 3R   | 4R   | SF   | 2R   | 1R   |      | 0 / 9                | 14–9                 | 61%                  |
| Câștigat–pierdut          | 0–1  | 2–3  | 6–4  | 3–4  | 7–4  | 8–3  | 11–4 | 7–4  | 2–4  | 1–1  | 0 / 32               | 47–32                | 59%                  |
| WTA 1000                  |      |      |      |      |      |      |      |      |      |      |                      |                      |                      |
| Qatar Open                | NMS  | A    | NMS  | 1R   | NMS  | 3R   | NMS  | SF   | NMS  | 2R   | 0 / 4                | 5–4                  | 56%                  |
| Dubai Championships       | A    | NMS  | A    | NMS  | A    | NMS  | 1R   | NMS  | 2R   | 3R   | 0 / 3                | 1–3                  | 25%                  |
| Indian Wells Open         | A    | Q1   | Q2   | 4R   | 1R   | NH   | 2R   | F    | SF   | F    | 0 / 6                | 17–6                 | 74%                  |
| Miami Open                | A    | 1R   | Q1   | 3R   | 2R   | NH   | SF   | 2R   | 2R   | QF   | 0 / 7                | 9–7                  | 56%                  |
| Madrid Open               | A    | Q2   | Q2   | 1R   | 1R   | NH   | 3R   | 2R   | SF   | 4R   | 0 / 6                | 9–6                  | 60%                  |
| Italian Open              | A    | A    | Q1   | 3R   | SF   | A    | 2R   | QF   | 3R   | 4R   | 0 / 6                | 12-6                 | 67%                  |
| Canadian Open             | A    | A    | A    | 1R   | 1R   | NH   | 3R   | 3R   | 2R   |      | 0 / 5                | 3–5                  | 38%                  |
| Cincinnati Open           | A    | Q1   | A    | 2R   | QF   | QF   | 1R   | 2R   | 3R   |      | 0 / 6                | 8–6                  | 57%                  |
| Guadalajara Open          | NH   | NH   | NH   | NH   | NH   | NH   | NH   | F    | C    | NMS  | 1 / 2                | 9–1                  | 90%                  |
| Wuhan Open                | A    | A    | SF   | 1R   | A    | NH   | NH   | NH   | NH   |      | 0 / 2                | 4–2                  | 67%                  |
| China Open                | A    | Q2   | A    | 1R   | A    | NH   | NH   | NH   | QF   |      | 0 / 2                | 2–2                  | 50%                  |
| Câștigat–pierdut          | 0–0  | 0–1  | 4–1  | 8–9  | 8–6  | 5–2  | 9–7  | 16–8 | 17–8 | 12-6 | 1 / 49               | 79-48                | 62%                  |
| Statistici carieră        |      |      |      |      |      |      |      |      |      |      |                      |                      |                      |
| Titluri                   | 0    | 0    | 0    | 0    | 1    | 0    | 0    | 0    | 1    | 0    | Total în carieră: 2  | Total în carieră: 2  | Total în carieră: 2  |
| Finale                    | 0    | 0    | 0    | 1    | 1    | 0    | 1    | 4    | 2    | 1    | Total în carieră: 10 | Total în carieră: 10 | Total în carieră: 10 |
| Poz. clasament sf. anului | 188  | 89   | 52   | 41   | 23   | 22   | 6    | 6    | 9    |      | 12.101.061 $         | 12.101.061 $         | 12.101.061 $         |

## Legături externe
- Materiale media legate de Maria Sakkari la Wikimedia Commons
- Maria Sakkari la Women's Tennis Association
- Maria Sakkari la International Tennis Federation
- Maria Sakkari pe site-ul Fed Cup
- en Maria Sakkari la Olympedia.org